# Markette - Tutto fa brodo in TV
Markette - Tutto fa brodo in TV è stato un programma televisivo italiano andato in onda su LA7 dal 2004 al 2008.

## Il programma
Ogni puntata si apre con la dedica a un personaggio dello spettacolo o della politica che si è fatto notare di recente per un episodio o una frase.
Tra i momenti più apprezzati, gli irriverenti tarocchi di Costantino della Gherardesca (già presente nel cast dei due precedenti programmi di Chiambretti, Prontochiambretti e Chiambretti c'è) nei panni della Maga Maghella e la Posta del cuore di Sabina Negri, ex moglie di Roberto Calderoli.
Il programma veniva trasmesso in genere nelle stagioni autunnale e primaverile, dal martedì al giovedì in terza serata, registrato alcune ore prima della messa in onda. Successivamente, il venerdì, in una collocazione oraria simile, è stato trasmesso un collage delle puntate del passato, chiamato Markette Doppio Brodo. Quella che è andata in onda dal gennaio al maggio 2008 è stata l'ultima stagione del programma, ma nell'ultima puntata Chiambretti ha lasciato intendere che potrebbe trattarsi di un "arrivederci" e non di un "addio".
Dalle ultime due edizioni è stata anche ricavata una versione radiofonica del programma, con la regia di Arturo Villone, trasmessa nelle stagioni 2007 e 2008 da Radio Monte Carlo.
La sigla del programma è Going Back to My Roots, rifacimento del grande classico di Lamont Dozier, eseguito dalla Relight Orchestra.

## Cast
- Conduttore: Piero Chiambretti
- Maggiordomo: Aldo Izzo
- Valletta fissa: Vanja Rupena poi Magda Gomes
- Opinionista e comico fisso: Costantino della Gherardesca
- Comici: Nino Frassica (con il personaggio Tommy Paradise), Rosalia Porcaro (satira e imitazioni), Claudio Lauretta (imitazioni); i Gemelli Ceccarelli (gelatieri Biologici della gelateria Arcobaleno Bio di Rimini), le Suburbe (promozione di uno sponsor completamente inventato, il tonico Gemitol), Gabriella Germani (imitazioni), Alessandra Faiella (rubrica "call center"); Marco Brusutti;
- Valletta (saltuariamente): la drag queen Ape Regina (nome reale Aldo Piazza); Sylvie Lubamba
- Opinionisti: Sabina Negri Calderoli (dal terzo anno ha una sua rubrica, "La posta del cuore"), Vladimir Luxuria, Daniele Capezzone, Fabrizio Moretti, Andrea Lehotská, Roger Garth, Adriano Aragozzini, Jonathan Kashanian, Chiara Zocchi e le 2 rimanenti stagiste: Paola Fiorido, Clizia Incorvaia; Ubaldo Lanzo;
- Cantanti: Gennaro Cosmo Parlato, Britta, Moncia Small, Regina, Vhelade, il Markette Gospel;
- Attrice/modella: Xena Zupanic.

Opinionista fissa era anche un'anziana signora, Isabella, a cui Chiambretti si rivolgeva con l'appellativo "nonnina" o "regina madre".

## Troupe tecnica
La trasmissione è stata realizzata integralmente nel centro di produzione TV Cinevideostudio di Via G. Belli, Milano.
- regista: Massimo Fusi
- direttore della fotografia: Raffaele Germoglio
- responsabile tecnico: Luca Scamperle
- controllo camere: Roberto Sgorbati
- datore luci: Vittorio di Martino
- mixer video: Simone Ettori
- fonico: Adriano Pedersoli - Davide Bazzani
- coordinatore di produzione: Andrea Tresoldi
- Costumista: Irma Tecchio

## Riconoscimenti
- 2007 – Premio TV - Premio regia televisiva
  - Premio categoria Top 10

- 2008 – Premio TV - Premio regia televisiva
  - Premio categoria Top 10